# Менхгаген
Менхгаген (нім. Mönchhagen) — громада в Німеччині, розташована в землі Мекленбург-Передня Померанія. Входить до складу району Росток. Складова частина об'єднання громад Ростокер-Гайде.
Площа — 10,58 км2. Населення становить 1278 ос. (станом на 31 грудня 2020).